# خرژین
خرژین (به چکی: Chržín) یک منطقهٔ مسکونی در جمهوری چک است که در شهرستان کلادنو واقع شده‌است.